# 宁陕县
宁陕县是中国陕西省安康市所辖的一个县，位于陕西南部，秦岭南坡。区域总面积为3678平方公里，常住人口約6万人。

## 行政区划
宁陕县下辖11个镇：
城关镇、四亩地镇、江口镇、广货街镇、龙王镇、筒车湾镇、金川镇、皇冠镇、太山庙镇、梅子镇和新场镇。

## 人口
2020年末，宁陕县第七次全国人口普查公报顯示：全县常住人口为59905人，与2010年第六次全国人口普查的70435人相比，十年共减少10530人，下降14.95%，年平均下降率为1.61 %。 全县共有家庭户25606户，集体户962 户，家庭户人口为56806人，集体户人口为3099人。

## 交通
- 210国道、 345国道过境。